# Santinezia festae
Santinezia festae is een hooiwagen uit de familie Cranaidae.